# 매슈 매코너헤이
매슈 데이비드 매코너헤이(영어: Matthew David McConaughey, 영어 발음: /məˈkɒnəheɪ/, 1969년 11월 4일 ~ )는 미국의 배우이다. 영화 《멍하고 혼돈스러운》(1993)으로 데뷔한 이래 《텍사스 전기톱 살인사건 4》(1994), 《타임 투 킬》(1994), 《아미스타드》(1997), 《콘택트》(1997) 등 다양한 영화에서 비중 있는 역할로 출연했다. 2000년대부터는 로맨틱 코미디 장르에 눈길을 돌려 《10일 안에 남자친구에게 차이는 법》(2001), 《다양한 백수와 사랑 만들기》(2006), 《사랑보다 황금》(2008) 등에 출연했다. 2010년대에는 다시 연기 변신을 시도, 《링컨 차를 타는 변호사》(2011), 《더 울프 오브 월 스트리트》(2013), 《달라스 바이어스 클럽》(2013), 《인터스텔라》(2014)의 주연으로 출연해서 흥행과 비평 양면에서 좋은 평가를 받는 배우가 되었다.
맥커너히는 2013년 영화 《달라스 바이어스 클럽》에서 에이즈 진단을 받은 카우보이를 연기함으로써 아카데미 남우주연상, 골든 글로브 극영화 부문 남우주연상을 비롯해 다양한 상을 휩쓸었다. 2014년에는 HBO에서 제작하는 범죄 수사 드라마 《트루 디텍티브》에 출연하였다.

## 출연 작품

### 영화

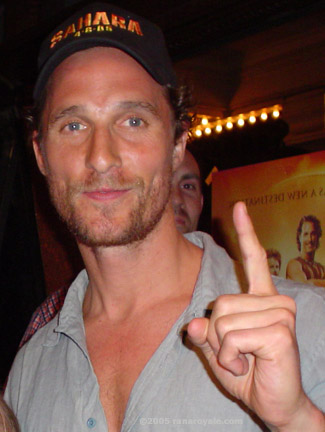
McConaughey at the March 2005 premiere of his film, Sahara in 오스틴 (텍사스주)

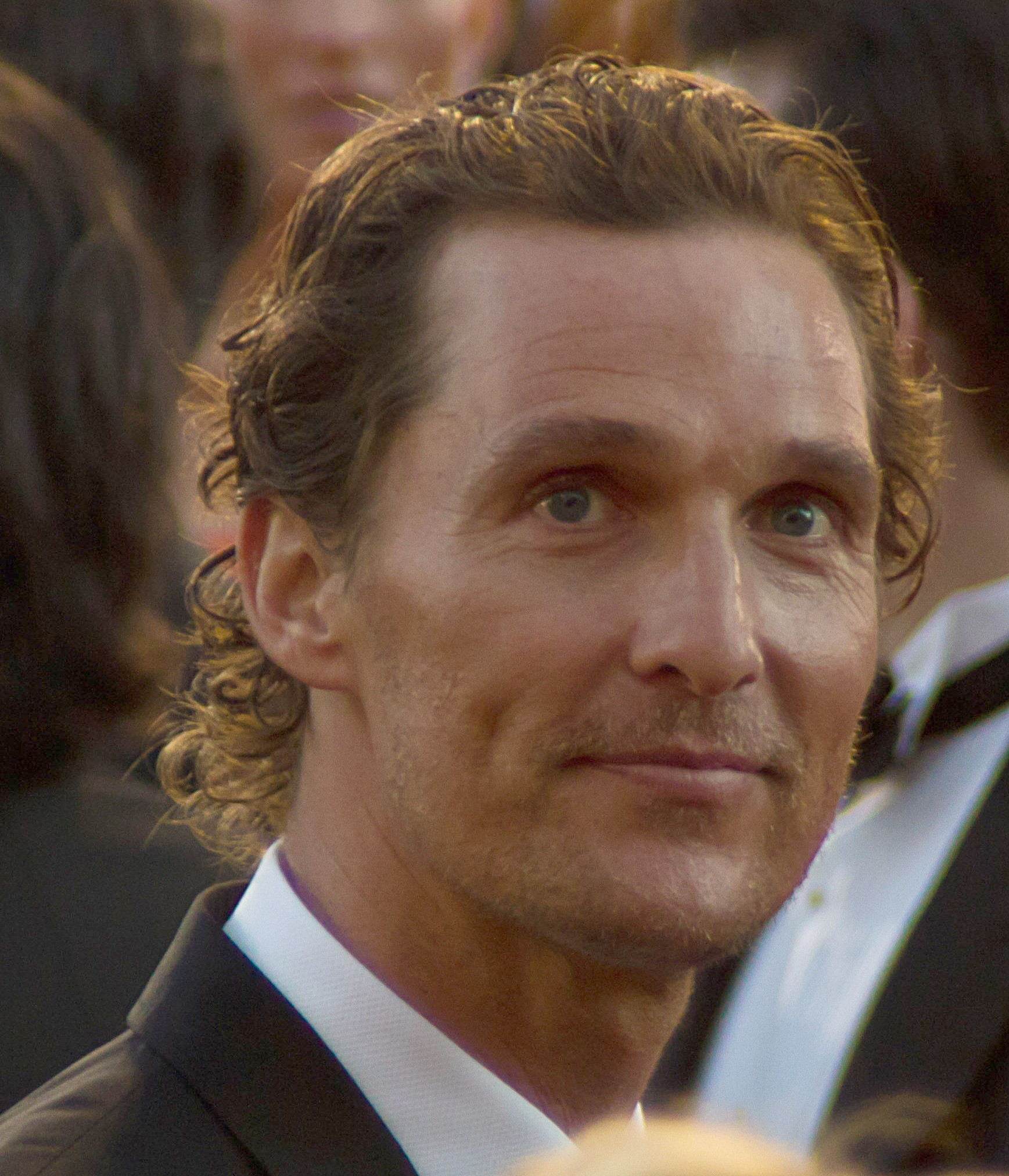
McConaughey attending the 제83회 아카데미상 in 2011

| 제목                                              | 연도 | 배역                          | 비고                           | 참고 자료     |
| ------------------------------------------------- | ---- | ----------------------------- | ------------------------------ | ------------- |
| Chicano Chariots                                  | 1992 | —                             | 단편 영화 감독                 | [ 1 ]         |
| My Boyfriend's Back                               | 1993 | 남자 #2                       |                                | [ 2 ] [ 3 ]   |
| 멍하고 혼돈스러운                                 | 1993 | 데이비드 우드슨               |                                | [ 4 ]         |
| Angels in the Outfield                            | 1994 | 벤 윌리엄스                   |                                | [ 5 ]         |
| en:Texas Chainsaw Massacre: The Next Generation   | 1994 | 빌머 슬래터                   |                                | [ 6 ]         |
| en:Boys on the Side                               | 1995 | 아베 링컨 경관                |                                | [ 7 ]         |
| 글로리 데이즈                                     | 1995 | 렌트 트럭 남자                |                                | [ 8 ]         |
| Lone Star                                         | 1996 | 버디 디즈                     |                                | [ 9 ]         |
| 타임 투 킬                                        | 1996 | 제이크 브리건스               |                                | [ 10 ]        |
| Larger than Life                                  | 1996 | 팁 터커                       |                                | [ 11 ]        |
| Scorpion Spring                                   | 1996 | 엘 로조                       |                                | [ 12 ] [ 13 ] |
| 콘택트 (영화)                                     | 1997 | 팔머 조스                     |                                | [ 14 ]        |
| 아미스타드                                        | 1997 | 로저 셔먼 볼드윈              |                                | [ 15 ]        |
| 뉴튼 보이즈                                       | 1998 | 윌리스 뉴턴                   |                                | [ 16 ]        |
| en:Making Sandwiches                              | 1998 | 버드 호기                     | 단편 영화 프로듀서             | [ 17 ]        |
| The Rebel                                         | 1998 | —                             | 단편 영화 감독, 프로듀서, 각본 | [ 18 ]        |
| en:EDtv                                           | 1999 | 에드 페커니                   |                                | [ 19 ]        |
| U-571                                             | 2000 | 앤드류 타일러                 |                                | [ 20 ]        |
| en:The Wedding Planner                            | 2001 | 스티브 에디슨                 |                                | [ 21 ]        |
| Frailty                                           | 2002 | 펜톤 / 아담 메이크스          |                                | [ 22 ]        |
| en:Thirteen Conversations About One Thing         | 2002 | 트로이                        |                                | [ 23 ]        |
| Reign of Fire                                     | 2002 | 덴튼 반 잔                    |                                | [ 24 ]        |
| 10일 안에 남자 친구에게 차이는 법                 | 2003 | 벤자민 배리                   |                                | [ 25 ]        |
| en:Tiptoes                                        | 2003 | 스티븐                        |                                | [ 26 ]        |
| 사하라                                            | 2005 | 더크 피트                     | 책임 프로듀서                  | [ 27 ]        |
| en:Magnificent Desolation: Walking on the Moon 3D | 2005 | 알 빈 (목소리 출연)           | 다큐멘터리 아이맥스 전용       | [ 28 ]        |
| Two for the Money                                 | 2005 | 브랜든 랭                     |                                | [ 29 ]        |
| 달콤한 백수와 사랑 만들기                         | 2006 | 트립                          |                                | [ 30 ]        |
| en:We Are Marshall                                | 2006 | 잭 렝겔                       |                                | [ 31 ]        |
| 사랑보다 황금                                     | 2008 | 벤 "핀" 피네간                |                                | [ 32 ]        |
| 트로픽 썬더                                       | 2008 | 릭 펙                         |                                | [ 33 ]        |
| en:Surfer, Dude                                   | 2008 | 스티브 애딩 턴                | 프로듀서 겸임                  | [ 34 ]        |
| 고스트 오브 걸프렌즈 패스트                       | 2009 | 코너 미드                     |                                | [ 35 ]        |
| 링컨 차를 타는 변호사                             | 2011 | 미키 할러                     |                                | [ 36 ]        |
| 버니                                              | 2011 | 대니 벅 데이비슨              |                                | [ 37 ]        |
| 킬러조                                            | 2011 | "킬러" 조 쿠퍼                |                                | [ 38 ] [ 39 ] |
| 머드 (영화)                                       | 2012 | 머드                          |                                | [ 40 ]        |
| 매직 마이크                                       | 2012 | 댈러스                        |                                | [ 41 ]        |
| 페이퍼보이: 사형수의 편지                         | 2012 | 워드 얀센                     |                                | [ 42 ] [ 43 ] |
| 달라스 바이어스 클럽                              | 2013 | 론 우드루프                   |                                | [ 44 ]        |
| 더 울프 오브 월 스트리트                          | 2013 | 마크 한나                     |                                | [ 45 ]        |
| 인터스텔라                                        | 2014 | 쿠퍼                          |                                | [ 46 ]        |
| 씨 오브 트리스                                    | 2015 | 아서 브레넌                   |                                | [ 47 ] [ 48 ] |
| 존스 자유주                                       | 2016 | 뉴턴 나이트                   |                                | [ 49 ]        |
| 쿠보와 전설의 악기                                | 2016 | 딱정벌레 / 한조 (목소리 출연) |                                | [ 50 ]        |
| 씽 (2016년 영화)                                  | 2016 | 버스터 문 (목소리 출연)       |                                | [ 51 ]        |
| 골드 (2016년 영화)                                | 2016 | 케니 웰스                     |                                | [ 52 ] [ 53 ] |
| 다크타워: 희망의 탑                               | 2017 | 월터 패딕                     |                                | [ 54 ] [ 55 ] |
| en:White Boy Rick                                 | 2018 |                               |                                | [ 56 ]        |
| 젠틀맨                                            | 2020 | 믹키 피어슨                   |                                |               |
| 씽2게더                                           | 2021 | 버스터 문                     |                                |               |
| 데드풀과 울버린                                   | 2024 | 카우보이 데드풀               |                                |               |

### 드라마
- 트루 디텍티브

## 수상 경력
- 1997년 제6회 MTV영화제 주목할만한 배우상
- 1997년 론 스타 필름&텔레비전 어워즈 라이징스타상
- 2006년 제32회 피플스초이스 최고의 액션스타상
- 2012년 제77회 뉴욕비평가협회상 남우조연상
- 2013년 제47회 전미비평가협회상 남우조연상
- 2013년 제28회 인디펜던트스피릿어워즈 남우조연상
- 2013년 제39회 새턴어워즈 최우수남우주연상
- 2013년 제8회 로마국제영화제 남우주연상
- 2013년 여성 영화기자협회상 최우수 남우주연상
- 2013년 댈러스-포트워스비평가협회상 남우주연상
- 2013년 고담 어워즈 남우주연상
- 2013년 포닉스비평가협회상 남우주연상
- 2013년 제17회 할리우드영화제 남우주연상
- 2013년 오클라호마비평가협회상 최우수 작품의 바디상
- 2014년 센트조어디어워즈 외국남자배우상
- 2014년 제25회 팜스 스프링스 국제 영화제 데저트 팜 업적상
- 2014년 네바다 영화 비평기협회상 최우수 남우주연상
- 2014년 이탈리안 온라인 무비 어워즈 남우주연상
- 2014년 덴버 영화 비평가협회상 남우주연상
- 2014년 센트럴 오하이오 영화 비평가협회상 최우수 남우주연상
- 2014년 도리안 어워즈 남우주연상
- 2014년 디트로이트 영화 비평가협회상 남우주연상
- 2014년 라스베가스비평가협회상 남우주연상
- 2014년 제18회 새틀라이트시상식 남우주연상
- 2014년 제71회 골든글로브시상식 드라마부문 남우주연상
- 2014년 제19회 크리틱스초이스 남우주연상
- 2014년 제20회 미국배우조합상 영화부문 남우주연상
- 2014년 제29회 인디펜던트스피릿어워즈 남우주연상
- 2014년 제86회 아카데미시상식 남우주연상
- 2014년 제49회 독일골든카메라시상식 최우수해외남자배우상
- 2014년 제4회 크리틱스초이스텔레비전어워즈 드라마부문 남우주연상
- 2014년 아메리칸 시네마뱅거드상
- 2014년 TCA 어워즈 드라마부문 남자배우상
- 2014년 크라임스릴러어워즈 남자배우상
- 2015년 크리티코스 디 시네마 온라인 포어투구스 어워즈 남우주연상
- 2015년 판고리아체인솨어워즈 TV부문 남우주연상